# Saul Tschernichowski

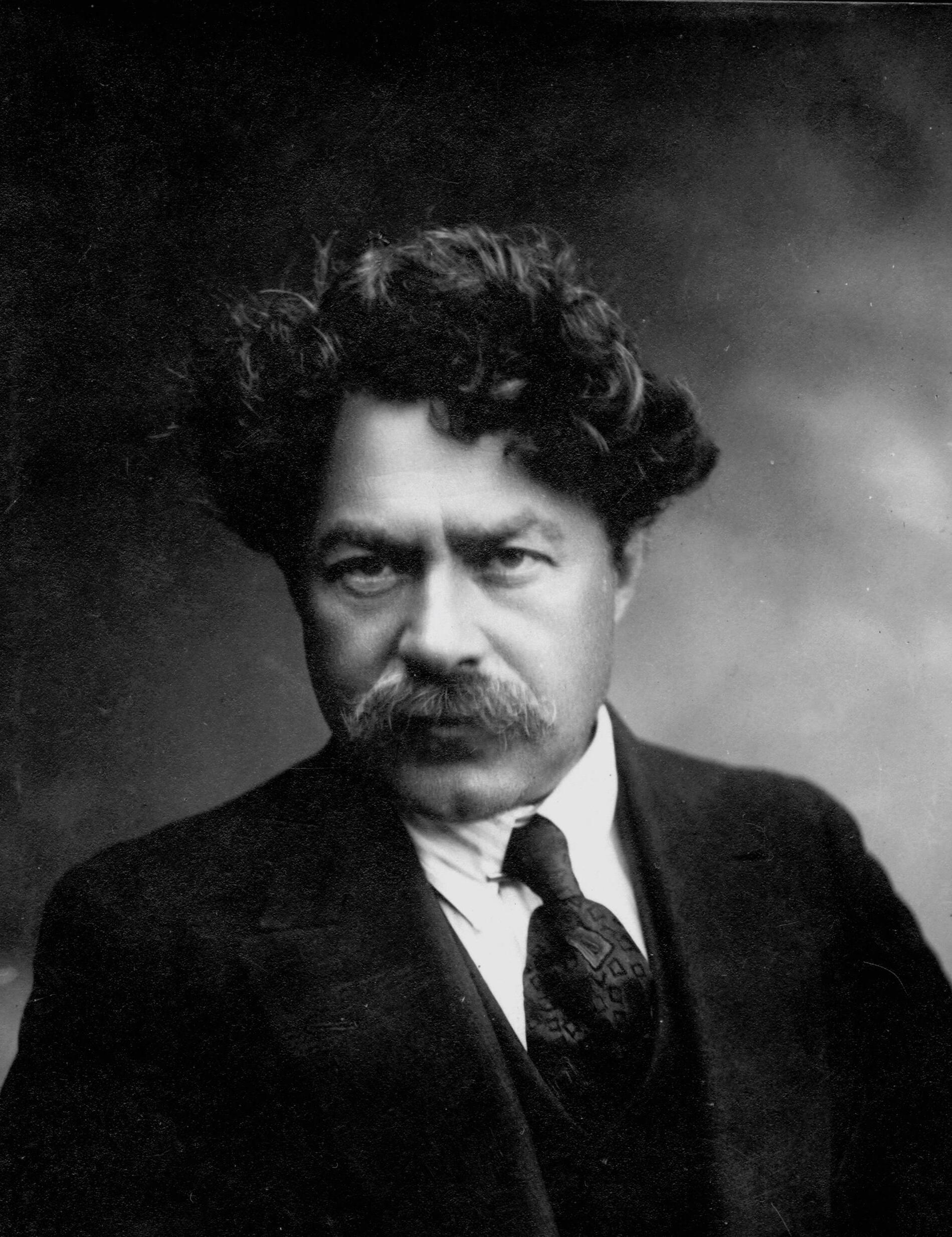
Saul Tschernichowski (1927)

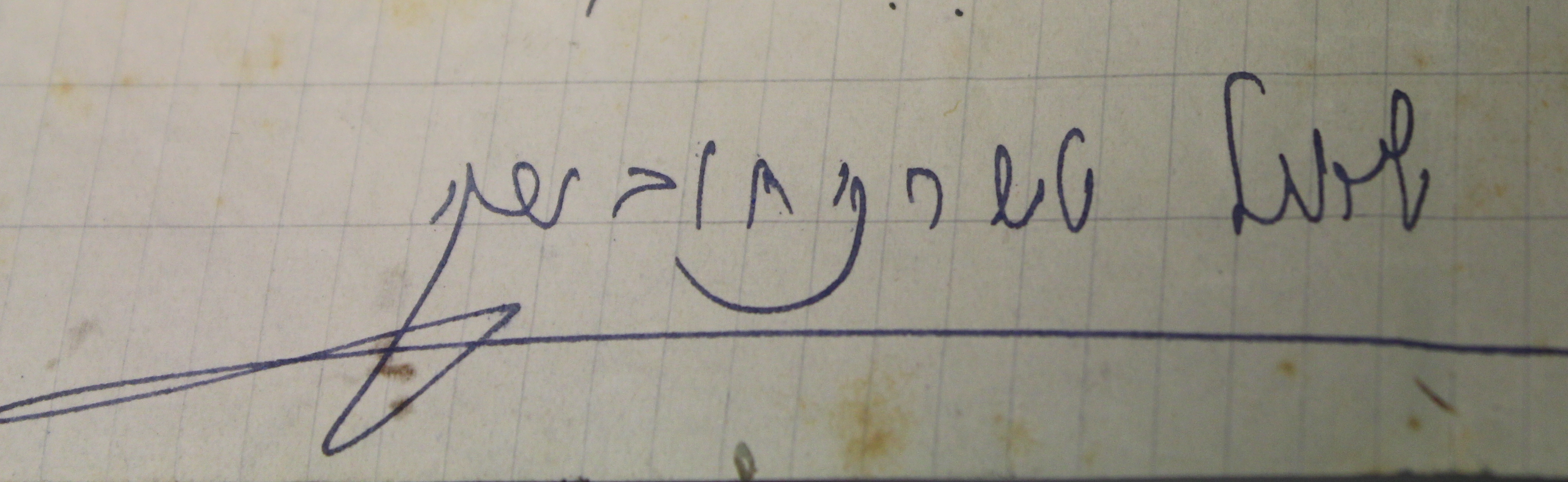

Saul Tschernichowski (hebräisch שאול טשרניחובסקי; russisch Саул Гутманович Чернихо́вский Saul Gutmanowitsch Tschernichowskij; geboren 20. August 1875 in Michailowka, Russisches Kaiserreich; gestorben 14. Oktober 1943 in Jerusalem, Völkerbundsmandat für Palästina) war ein hebräischer Dichter und Übersetzer.

## Leben
Saul Tschernichowski wuchs in einem Haus frommer Juden auf, die jedoch für die Haskalah und den beginnenden Zionismus aufgeschlossen waren. Als 14-Jähriger wurde er nach Odessa geschickt, wo er zunächst eine kaufmännische Ausbildung absolvierte und sich privat auf ein Universitätsstudium vorbereitete. Besonderes Interesse zeigte er am Erlernen von Sprachen; später übersetzte er Werke aus dem Deutschen, Französischen, Englischen, Griechischen und Lateinischen ins Hebräische. In Odessa wurde Tschernichowski mit der modernen hebräischen Literatur vertraut und las unter anderem die Werke von Chaim Nachman Bialik und Mendele Moicher Sforim.
Da ihm die Aufnahme an einer russischen Universität verweigert wurde, nahm Tschernichowski 1899 an der Universität Heidelberg ein Medizinstudium auf und schloss dieses 1905 an der Universität Lausanne ab. In dieser Zeit geriet er unter den literarischen Einfluss von Johann Wolfgang Goethe und Friedrich Nietzsche. In Heidelberg heiratete er auch Melania Maria Karlowna von Gosias-Gorbatzewitsch (1879–1971; фон Гозиас-Горбацевич), eine anarchistische Revolutionärin aus deutsch-ukrainischer Adelsfamilie, die dort Philosophie und Geschichte studierte. Seinen Unterhalt verdiente er sich in Heidelberg als medizinische Hilfskraft bei Wilhelm Erb und Walter Petersen. Nach Abschluss seines Studiums in Lausanne kehrte er nach Russland zurück, hatte jedoch Schwierigkeiten, eine Anstellung zu finden, da er kein Diplom einer russischen Universität vorweisen konnte. In der ukrainischen Stadt Melitopol wurde er 1907 als „politischer Agitator“ verhaftet. Nachdem sein Abschluss schließlich anerkannt worden war und nach weiteren erfolglosen Versuchen, 1908 in einem der Dörfer Untergaliläas eine Anstellung als Arzt zu finden, ließ er sich 1910 in St. Petersburg nieder. Während des Ersten Weltkriegs diente er als Armeearzt. Nach der Oktoberrevolution verschlechterte sich seine wirtschaftliche Lage. Nach drei Jahren kümmerlicher Existenz als Arzt in Odessa verließ er 1922 Sowjetrussland. In dieser Zeit schrieb er mehrere Gedichte und übersetzte Werke aus dem Altgriechischen (Anakreons Lyrik, Platons Gastmahl und einen Teil von Homers Ilias) sowie aus dem Englischen Werke von Henry Wadsworth Longfellow.
Nach einem kurzen Aufenthalt in Konstantinopel, wo er vergeblich versuchte, eine Stelle als Arzt in Palästina zu erhalten, zog er 1922 nach Berlin, wo er als Schriftsteller und wissenschaftlicher Redakteur ein bescheidenes Einkommen erzielte. Er führte seine übersetzerische Tätigkeit fort und übertrug Reineke Fuchs von Goethe, Der eingebildete Kranke von Molière, Macbeth von Shakespeare, König Ödipus von Sophokles, das babylonische Gilgamesch-Epos (mittels einer deutschen Übersetzung) und das finnische Kalevala-Epos ins Hebräische und beendete die Übersetzung der Ilias und der Odyssee. In dieser Zeit schrieb er auch Kindergedichte und eine Abhandlung über Immanuel ha-Romi (Berlin 1925).
1931 erhielt er den Auftrag, das „Buch medizinischer und wissenschaftlicher Ausdrücke“ auf Lateinisch, Englisch und Iwrit herauszugeben, so dass er sich in Erez Israel niederlassen konnte. Nach Beendigung dieser Arbeit wurde er 1936 zum Schularzt in Tel Aviv ernannt. 1936 schloss er einen Vertrag mit dem Verlagshaus Schocken ab und zog nach Jerusalem, wo er bis zu seinem Tod 1943 wohnte.

## Werk
Tschernichowskis Werk, sowohl als Dichter als auch als Übersetzer, ist von der Tendenz geprägt, aus den einengenden Grenzen der hebräischen Literatur auszubrechen und deren Inhalt und Form zu erweitern. „So bereicherte er die hebräische Sprache in einem kaum absehbaren Ausmaß und wurde gleichzeitig das Vorbild für die virtuosen Übersetzer der nächsten Generation.“ Seine Übersetzungen spiegeln das Bemühen wider, dem hebräischen Leser die ganze Breite der Weltliteratur nahezubringen. Sein Bemühen um unmittelbaren existenziellen Ausdruck erklärt das Schwanken des Dichters zwischen idyllischer Betrachtungsweise, die den Menschen als Teil des Universums ansieht, und tragischer Auffassung, die das Gefühl der Entfremdung des Menschen zum Ausdruck bringt.

## Werke Saul Tschernichowskis auf Deutsch
- Dein Glanz nahm mir die Worte. Edition Rugerup, Berlin 2020.
  - Bd. 1: Sonette, Idyllen, Gedichte. Übersetzt, herausgegeben und kommentiert von Jörg Schulte, Vorwort von Aminadav Dykman. ISBN 978-3-942955-69-0 (die Sonette sind zweisprachig dargeboten).
  - Bd. 2: Autobiographie, Poeme, Das goldene Volk. Übersetzt und herausgegeben von Jörg Schulte. ISBN 978-3-942955-70-6.
  - Bd. 3: Kommentar zu den Bänden I und II. Prolegomena und Kommentar von Jörg Schulte, bearbeitet von Gundula Schiffer, ISBN 978-3-942955-71-3.